# Pleurothallis nellyae
Pleurothallis nellyae är en orkidéart som beskrevs av Pedro Ortiz Valdivieso. Pleurothallis nellyae ingår i släktet Pleurothallis och familjen orkidéer. Inga underarter finns listade i Catalogue of Life.